# World Padel Tour
El World Padel Tour (WPT) és el campionat de pàdel professional més important del món, tant pel nivell organitzatiu dels tornejos com per la participació dels millors jugadors a nivell internacional. Des del 2017 fins al 2021 va ser televisat per Gol i partir de l'any 2022, per Movistar Plus+ a Espanya.
Els tornejos del World Padel Tour van començar l'any 2013, i es van posicionar com el circuit professional de referència en substitució a l'anterior, el Padel Pro Tour, i és fruit de l'acord entre el grup d'organitzadors de Tornejos Professionals de Pádel, l'Associació de Jugadors Professionals de Pàdel (AJPP) i l'Associació Femenina Espanyola de Pàdel (AFEP).
El circuit WPT es gestionat per Setpoint Events SA, filial de SA Damm, la qual estableix la seva normativa, així com els premis destinats als guanyadors. Grupo Galis World és el fabricant de les pistes de pàdel oficials de WPT el 2023.
Cada any se celebren entre 15 i 25 tornejos WPT més un Master Final en què s'enfronten les millors parelles del rànquing. Els jugadors participants recorren diferents ciutats del món per anar sumant punts i entrar al Master Final, on tan sols juguen els 16 millors jugadors de cada rànquing després de completar la temporada regular. Es disputen proves masculines i femenines, encara que hi ha algun torneig a l'any que és tan sols masculí.
En el pla esportiu, alguns dels jugadors més significatius del circuit són Arturo Coello, Fernando Belasteguín, Agustín Tapia, Alejandro Galán, Paquito Navarro, Sanyo Gutiérrez, Pablo Lima o Juan Lebrón en homes i Gemma Triay, Paula Josemaría, Mapi Sánchez Alayeto, Majo, Marta Marrero o Alejandra Salazar en dones.
World Padel Tour ha crescut exponencialment a nivell de repercussió internacional i d'audiències televisives. Això ha provocat que el circuit professional aconseguís expandir-se l'any 2023 a un total de 14 països en la temporada més global de la seva història i acaparés l'atenció de grans corporacions de comunicació de tot el món.

## Edicions
| Ed.  | Any  | Campions dobles masculí | Campions dobles masculí | Campiones dobles femení | Campiones dobles femení |
| ---- | ---- | ----------------------- | ----------------------- | ----------------------- | ----------------------- |
| I    | 2013 | Fernando Belasteguín    | Juan Martín Díaz        | Patricia Llaguno        | Elisabeth Amatriain     |
| II   | 2014 | Fernando Belasteguín    | Juan Martín Díaz        | Majo Sánchez Alayeto    | Mapi Sánchez Alayeto    |
| III  | 2015 | Fernando Belasteguín    | Pablo Lima              | Majo Sánchez Alayeto    | Mapi Sánchez Alayeto    |
| IV   | 2016 | Fernando Belasteguín    | Pablo Lima              | Marta Marrero           | Alejandra Salazar       |
| V    | 2017 | Fernando Belasteguín    | Pablo Lima              | Majo Sánchez Alayeto    | Mapi Sánchez Alayeto    |
| VI   | 2018 | Maxi Sánchez            | Sanyo Gutiérrez         | Majo Sánchez Alayeto    | Mapi Sánchez Alayeto    |
| VII  | 2019 | Paquito Navarro         | Juan Lebrón             | Marta Marrero           | Marta Ortega            |
| VIII | 2020 | Alejandro Galán         | Juan Lebrón             | Gemma Triay             | Lucía Sainz             |
| IX   | 2021 | Alejandro Galán         | Juan Lebrón             | Gemma Triay             | Alejandra Salazar       |
| X    | 2022 | Alejandro Galán         | Juan Lebrón             | Gemma Triay             | Alejandra Salazar       |
| XI   | 2023 |                         |                         |                         |                         |

## Més vegades nº1 del rànquing WPT
Aquests són els jugadors i jugadores que han finalitzat algun any com a números 1 del rànquing.

### Modalitat masculina
| Pos. | Jugador              | Vegades nº1 | Anys                         |
| ---- | -------------------- | ----------- | ---------------------------- |
| 1    | Fernando Belasteguín | 5           | 2013, 2014, 2015, 2016, 2017 |
| 2    | Juan Lebrón          | 4           | 2019, 2020, 2021, 2022       |
| 3    | Alejandro Galán      | 3           | 2020, 2021, 2022             |
| =    | Pablo Lima           | 3           | 2015, 2016, 2017             |
| 5    | Juan Martín Díaz     | 2           | 2013, 2014                   |
| 6    | Paquito Navarro      | 1           | 2019                         |
| =    | Sanyo Gutiérrez      | 1           | 2018                         |
| =    | Maxi Sánchez         | 1           | 2018                         |